# Kajakarstwo na Letnich Igrzyskach Olimpijskich 1936 – K-1 1000 m mężczyźni
Zawody w kajakarstwie klasycznym (K1) na dystansie 1000 m mężczyzn na Letnich Igrzyskach Olimpijskich 1936 zostały rozegrane 8 sierpnia 1936 r. W zawodach wzięło udział 15 zawodników z 15 państw. Zawody składały się z eliminacji i finału.

## Rezultaty

### Eliminacje
| Poz. | Zawodnicy       | Reprezentacja  | Czas   | Uwagi |
| ---- | --------------- | -------------- | ------ | ----- |
| 1    | Jaap Kraaier    | Holandia       | 4:36,5 | Q     |
| 2    | Joel Ramqvist   | Szwecja        | 4:38,8 | Q     |
| 3    | Henri Eberhardt | Francja        | 4:41,1 | Q     |
| 4    | Ivar Iversen    | Norwegia       | 4:44,3 | Q     |
| 5    | Elio Sasso Sant | Włochy         | 4:50,2 |       |
| 6    | Hans Botthof    | Szwajcaria     | 4:50,9 |       |
| 7    | Emil Šmatlák    | Czechosłowacja | 4:54,1 |       |
| 8    | Péter Szittya   | Węgry          | 5:08,7 |       |

| Poz. | Zawodnicy        | Reprezentacja     | Czas   | Uwagi |
| ---- | ---------------- | ----------------- | ------ | ----- |
| 1    | Gregor Hradetzky | Austria           | 4:25,2 | Q     |
| 2    | Helmut Cämmerer  | III Rzesza        | 4:27,2 | Q     |
| 3    | Ernest Riedel    | Stany Zjednoczone | 4:40,8 | Q     |
| 4    | Birger Johansson | Finlandia         | 4:47,0 | Q     |
| 5    | Henri Hosnia     | Belgia            | 4:51,1 |       |
| 6    | Poul Larsen      | Dania             | 4:56,0 |       |
| 7    | Frank Amyot      | Kanada            | 5:17,0 |       |

### Finał
| Poz. | Zawodnik         | Reprezentacja     | Czas   |
| ---- | ---------------- | ----------------- | ------ |
|      | Gregor Hradetzky | Austria           | 4:22,9 |
|      | Helmut Cämmerer  | III Rzesza        | 4:25,6 |
|      | Jaap Kraaier     | Holandia          | 4:35,1 |
| 4    | Ernest Riedel    | Stany Zjednoczone | 4:39,5 |
| 5    | Joel Ramqvist    | Szwecja           | 4:40,8 |
| 6    | Henri Eberhardt  | Francja           | 4:41,2 |
| 7    | Birger Johansson | Finlandia         | 4:42,2 |
| 8    | Ivar Iversen     | Norwegia          | 4:44,2 |